# Blodwen Davies
Pour les articles homonymes, voir Davies.
 (décembre 2016).
Si vous disposez d'ouvrages ou d'articles de référence ou si vous connaissez des sites web de qualité traitant du thème abordé ici, merci de compléter l'article en donnant les références utiles à sa vérifiabilité et en les liant à la section « Notes et références ».
Blodwen Davies est une écrivaine canadienne qui naît à Longueuil au Québec en 1897 et meurt le 10 septembre 1966 à Cedar Grove (en), en Ontario. 

## Biographie
Blodwen Davies est née à Longueuil, au Québec. Elle fait ses études à Montréal et entreprend ensuite une carrière de journaliste, puis déménage à Toronto pour travailler sur le Groupe des sept. Elle vit aux États-Unis pendant un certain temps, puis revient au Canada et s'installe à Markham (Ontario). Elle passe les quinze dernières années de sa vie à Cedar Grove (Ontario).

## Carrière
Blodwen  Davies commence sa carrière comme journaliste pour le journal de Fort William (devenu Thunder Bay). Elle s'intéresse à la scène artistique canadienne et, en particulier, au Groupe des sept, un groupe de peintres postimpressionnistes réputés pour leur représentation des paysages canadiens. En 1935, elle écrit et auto-édite une biographie sur Tom Thomson, peintre canadien important qui a influencé le Groupe des sept sans en faire partie: A Study of Tom Thomson: The Story of a Man Who Looked for Beauty and for Truth in the Wilderness. Ce texte développe l'hypothèse selon laquelle Tom Thompson serait décédé dans des conditions suspectes sur lesquelles elle propose d'enquêter.
Écrivaine prolifique, elle s'intéresse aussi à l'histoire sociale canadienne à laquelle elle consacre de nombreux ouvrages, notamment sur les régions et les villes. Elle écrit aussi quelques romans d'amour.

## Œuvres
- Storied Streets of Quebec (1927)
- Paddle and Pallette (1930)
- Old Father Forest (1930)
- Daniel Du Lhut (1930)
- Ruffles and Rapiers (1930)
- Saguenay and Gaspe (1932)
- Romantic Quebec (1932)
- The Charm of Ottawa (1932)
- A Study of Tom Thomson: The Story of a Man Who Looked for Beauty and for Truth in the Wilderness (1935)
- Youth, Marriage and the Family (1948)
- Quebec: Portrait of a Province (1952)
- Ottawa: Portrait of a Capital (1954)
- A String of Amber: The Heritage of the Mennonites (1973) - publication posthume